# KNVB Beker 1964/65
Het seizoen 1964/65 van de KNVB Beker was de 47e editie van de Nederlandse voetbalcompetitie met als inzet de KNVB Beker en een plek in de Europa Cup II. Gespeeld werd in zes knock-outronden.
De Koninklijke Nederlandse Voetbalbond maakte voorafgaand aan het toernooi bekend de reglementen met betrekking tot een onbeslist geëindigde finale te hebben gewijzigd. Mocht er bij een bekerfinale na negentig minuten spelen en viermaal 7½ minuut verlenging een gelijke stand zijn, dan worden er geen strafschoppen genomen maar wordt de eindstrijd overgespeeld. In 1969, 1971 en 1979 werd de bekercompetitie in een replay beslist.
Feijenoord won deze editie door in de finale Go Ahead te verslaan. Dit was de derde bekerwinst in de geschiedenis van de club en de eerste in 30 jaar sinds de bekerwinst in het seizoen 1934/35. Aangezien Feijenoord dit seizoen ook de Eredivisie won voltooiden de Rotterdammers voor het eerst in haar clubgeschiedenis de dubbel.

## Deelnemers
Aan het toernooi namen alle teams uit de Nederlandse Eredivisie, Eerste divisie en Tweede divisie deel, 63 in totaal. DWS was in de eerste ronde vrijgeloot.
| Niveau         | Ronde 1 | Ronde 2 | Ronde 3 | Kwartfinale | Halve finale | Finale |
| -------------- | ------- | ------- | ------- | ----------- | ------------ | ------ |
| Eredivisie     | 15      | 11      | 4       | 3           | 3            | 2      |
| Eerste divisie | 16      | 11      | 6       | 3           | 1            | -      |
| Tweede divisie | 31      | 10      | 6       | 2           | -            | -      |
| Totaal         | 62      | 32      | 16      | 8           | 4            | 2      |

## Eerste ronde
De 31 wedstrijden in de eerste ronde waren gepland op 4 oktober 1964. Opmerkelijk was de uitschakeling van Ajax en bekerhouder Fortuna '54 door tweededivisionisten RCH en Fortuna (Vlaardingen).
| Datum          | Wedstrijd                  | Uitslag                    | Scoreverloop |
| -------------- | -------------------------- | -------------------------- | --- |
| 4 oktober 1964 | AGOVV – Veendam            | 2 – 3 (2 – 3)              | 16' Nico Temming 1-0, 20' Jan Brouwer 2-0, 22' Jetze Pascal 2-1, 32' Johan Beuvink 2-2, 44' Johan Beuvink 2-3                                            |
| 4 oktober 1964 | ADO – PEC                  | 5 – 0 (3 – 0)              | 16' Peter Hoet 1-0, Dick van Ekeren (e.d.) 2-0, Peter Hoet 3-0, Harrie Heijnen 4-0, Kees Aarts 5-0                                                       |
| 4 oktober 1964 | Tubantia – NAC             | 1 – 5 (0 – 2)              | 13' Ger Saris 0-1, 23' Willy van den Hurk 0-2, Ger Saris 0-3, Frans Olde Riekerink 1-3, Jacques Visschers 1-4, 89' Ad Graaumans 1-5                      |
| 4 oktober 1964 | HVC – Heracles             | 1 – 2 (0 – 1)              | 37' Hennie van Nee 0-1, 67' Gerrit Pesman (pen) 0-2, 74' Rudi Nijenhuis 1-2                                                                              |
| 4 oktober 1964 | Zwartemeer – Telstar       | 0 – 2 (0 – 2)              | 20' Map Marijt 0-1, 24' Rob de Vries 0-2 |
| 4 oktober 1964 | Fortuna Vl – Fortuna '54   | 1 – 0 n.v.                 | 120' Arie Don 1-0 |
| 4 oktober 1964 | Excelsior – Haarlem        | 1 – 1 n.v. (1 – 1) (1 – 0) | 40' Arie de Oude 0-1, 59' Toon Meerman 1-1 Excelsior wint na strafschoppen                                                                               |
| 4 oktober 1964 | Wageningen – MVV           | 2 – 0 (1 – 0)              | 20' Frans van Ernst 1-0, 67' Ton van de Weerd 2-0 |
| 4 oktober 1964 | Vitesse – PSV              | 2 – 3 (0 – 1)              | 17' Willy van der Kuijlen 0-1, 54' Bert Theunissen 0-2, 58' Tinus Beijer 1-2, 64' Chris de Vries 2-2, 75' Willy van der Kuijlen 2-3                      |
| 4 oktober 1964 | Zwolsche Boys – VVV        | 0 – 2 (0 – 2)              | 15' Frans Derix 0-1, 42' Frans de Bruin 0-2 |
| 4 oktober 1964 | Wilhelmina – SC Enschede   | 0 – 3 (0 – 2)              | 4' Issy ten Donkelaar 0-1, 27' Kalle Oranen 0-2, 65' Issy ten Donkelaar 0-3                                                                              |
| 4 oktober 1964 | Hilversum – Alkmaar '54    | 2 – 1 (2 – 1)              | 5' Bob van Rijssel 0-1, Peter Wiskie 1-1, 30' Eddy Quinet 2-1                                                                                            |
| 4 oktober 1964 | SC Cambuur – GVAV          | 0 – 1 (0 – 1)              | 33' Herman Mengerink 0-1 |
| 4 oktober 1964 | D.F.C. – Holland Sport     | 1 – 3 (0 – 1)              | Jan Fransz 0-1, 46' Maarten Trommel 0-2, 55' Cor Donga 1-2, 70' Maarten Trommel 1-3                                                                      |
| 4 oktober 1964 | ZFC – Velox                | 0 – 2 (0 – 1)              | 28' Leen Morelisse 0-1, 57' Joop Optekamp 0-2 |
| 4 oktober 1964 | Heerenveen – Willem II     | 4 – 1 (3 – 1)              | 4' Roel Huitema 1-0, 10' Piet Timmermans 1-1, 21' Roel Huitema 2-1, 24' Roel Huitema 3-1, 70' Henk Hainje 4-1                                            |
| 4 oktober 1964 | Enschedese Boys – 't Gooi  | 3 – 0 (1 – 0)              | 15' Henk Leusink 1-0, Henk Leusink 2-0, Bennie van Raalte 3-0                                                                                            |
| 4 oktober 1964 | RCH – Ajax                 | 2 – 0 (0 – 0)              | 72' Van Dijk 1-0, 89' Ulrich Maslo (pen) 2-0 |
| 4 oktober 1964 | Xerxes – De Volewijckers   | 1 – 2 n.v. (1 – 1) (1 – 1) | 22' Cees Kick 0-1, 30' Chiel Jansen 1-1, 93' Piet Boogaard 1-2                                                                                           |
| 4 oktober 1964 | De Graafschap – Go Ahead   | 0 – 4 (0 – 2)              | 15' Wietse Veenstra 0-1, 32' Henk Kanselaar 0-2, 51' Gerrit Niehaus 0-3, 66' Wietse Veenstra 0-4                                                         |
| 4 oktober 1964 | FC Zaanstreek – Feijenoord | 1 – 2 (0 – 0)              | 53' Gerard (Pummy) Bergholtz 0-1, 63' Ger Clement 1-1, 75' Frans Bouwmeester 1-2                                                                         |
| 4 oktober 1964 | NOAD – DOS                 | 3 – 1 (1 – 0)              | 18' Theo Netten 1-0, 51' Harry van Stiphout 2-0, 72' Tonny van der Linden 2-1, 82' Theo Netten 3-1                                                       |
| 4 oktober 1964 | LONGA – Blauw-Wit          | 2 – 3 n.v. (2 – 2) (1 – 2) | 3' Henk Angenent 0-1, 13' Hans Verhagen 0-2, 40' Louis de Zwart 1-2, 80' Ad Smolders 2-2, 117' Flip Stapper 2-3                                          |
| 4 oktober 1964 | SVV – RBC                  | 3 – 0 (3 – 0)              | 5' John Schenk 1-0, 10' Leen Hubert 2-0, 25' Wout van Meeteren 3-0                                                                                       |
| 4 oktober 1964 | N.E.C. – EDO               | 1 – 2 n.v. (1 – 1) (1 – 1) | Wim van Kampen 0-1, Ben Zweers 1-1, Wim van Kampen 1-2                                                                                                   |
| 4 oktober 1964 | Elinkwijk – BVV            | 1 – 0 (1 – 0)              | 30' Henny van Egdom 1-0 |
| 4 oktober 1964 | Limburgia – Sparta         | 1 – 0 (0 – 0)              | 75' Rik Aspers 1-0 |
| 4 oktober 1964 | Roda JC – Eindhoven        | 3 – 0 (1 – 0)              | 25' Loek Chatrou 1-0, 53' Mathieu van Mouche 2-0, 87' Jan Louwers 3-0                                                                                    |
| 4 oktober 1964 | Helmondia '55 – Volendam   | 3 – 4 (3 – 2)              | 5' Lambert Kreekels 1-0, 15' Lambert Kreekels 2-0, 24' Dick Tol 2-1, 24' Dick Bond 2-2, 42' Lambert Kreekels 3-2, 75' Johan Pelk 3-3, 81' Johan Pelk 3-4 |
| 4 oktober 1964 | Baronie – Sittardia        | 0 – 3 (0 – 1)              | 37' Dieter Gresens 0-1, 71' Willy Dullens 0-2, 83' Willy Dullens 0-3                                                                                     |
| 4 oktober 1964 | DHC – Hermes DVS           | 2 – 1 (1 – 0)              | 25' Eddy Blok 1-0, 52' Henny Gouw 2-0, 57' Piet van Mullem 2-1                                                                                           |

DWS vrijgeloot

## Tweede ronde
De zestien wedstrijden in de tweede ronde waren gepland op 6 december 1964. In de strijd waren nog elf clubs uit de Eredivisie, elf clubs uit de Eerste divisie en tien clubs uit de Tweede divisie.
Na de tweede ronde bleven slechts vier Eredivisieploegen over. Dit leidde bij het publiek en in de media tot de roep om het bekervoetbal in Nederland af te schaffen, omdat het toernooi kennelijk te weinig leeft bij de beste teams.
| Datum                           | Wedstrijd                    | Uitslag                    | Scoreverloop |
| ------------------------------- | ---------------------------- | -------------------------- | --- |
| 6 december 1964                 | Sittardia – PSV              | 3 – 0 (2 – 0)              | 7' Math Schmeitz 1-0, 25' Piet Quix 2-0, 61' Joep Beckers (pen) 3-0                                                                                     |
| 6 december 1964                 | Hilversum – Excelsior        | 3 – 0 (1 – 0)              | 15' Eddy Quinet 1-0, 57' Hans van Eikeren 2-0, 87' Leen Vermeulen 3-0                                                                                   |
| 6 december 1964                 | NAC – Telstar                | 1 – 0 n.v.                 | 107' Wim Groenewegen 1-0 |
| 6 december 1964                 | Holland Sport – DWS          | 1 – 0 (1 – 0)              | 20' Martin Kloor 1-0 |
| 6 december 1964                 | Go Ahead – GVAV              | 3 – 1 (3 – 1)              | 20' Wietse Veenstra 1-0, 30' Wietse Veenstra 2-0, 40' Wietse Veenstra 3-0, 44' Gerrit van Tilburg 3-1                                                   |
| 6 december 1964                 | Veendam – Fortuna Vl         | 2 – 1 (1 – 1)              | 38' Lajos Tamás 0-1, 41' Jan Blijham 1-1, 62' Gerrit Uittenbosch 2-1                                                                                    |
| 6 december 1964                 | Velox – SC Enschede          | 2 – 1 (0 – 1)              | 8' Willem de Vries 0-1, 51' Willem van Hanegem 1-1, 82' Joop van Maurik 2-1                                                                             |
| 6 december 1964                 | VVV – Roda JC                | 1 – 2 (0 – 2)              | 21' Piet Verbunt 0-1, 32' Herbert Kriescher 0-2, 66' Cor de Meulemeester 1-2                                                                            |
| 6 december 1964                 | SVV – ADO                    | 4 – 2 (2 – 1)              | 2' Wout van Meeteren 1-0, 3' Wout van Meeteren 2-0, 15' René Pas 2-1, 60' Wout van Meeteren 3-1, 70' Wout van Meeteren 4-1, 80' Michel van der Loop 4-2 |
| 6 december 1964                 | Heerenveen – RCH             | 0 – 2 (0 – 1)              | 4' Koos van Weerlee 0-1, 48' Koos van Weerlee 0-2 |
| 6 december 1964                 | Volendam – DHC               | 2 – 3 (1 – 0)              | 25' Johan Pelk 1-0, 55' Eddy Blok 1-1, 58' Jannie Schilder (pen) 2-1, Lex Rijnvis 2-2, 83' Thijs Kwakkernaat 2-3                                        |
| 6 december 1964                 | Blauw-Wit – Heracles         | 4 – 2 (1 – 0)              | 24' Bert Slisser 1-0, 46' Hans Verhagen 2-0, 54' Ruud Muskee 3-0, 56' Gerrit Borghuis 3-1, Roel Greving 3-2, 75' Hans Verhagen 4-2                      |
| 6 december 1964 terrein Haarlem | EDO – Feijenoord             | 1 – 3 (0 – 0)              | 47' Hans Venneker 0-1, 65' Coen Moulijn 0-2, 80' Henk Groot 0-3, 90' Doby Peters 1-3                                                                    |
| 6 december 1964                 | Wageningen – De Volewijckers | 2 – 1 (0 – 1)              | 38' Peter de Ruiter 0-1, 57' Joop van Viegen 1-1, 65' Joop van Viegen 2-1                                                                               |
| 9 februari 1965 terrein DOS     | Elinkwijk – Enschedese Boys  | 1 – 1 n.v. (1 – 1) (0 – 1) | 26' Henk Leusink 0-1, 48' Tonnie Nieuwenhuys 1-1 Enschedese Boys wint na strafschoppen                                                                  |
| 17 februari 1965 Den Bosch      | Limburgia – NOAD             | 1 – 2 (1 – 2)              | Theo Netten 0-1, Wim van Helvoort 0-2, Sjef Rademacher 1-2                                                                                              |

## Derde ronde
De acht wedstrijden in de derde ronde werden gespeeld op 28 februari 1965. In de strijd waren nog vier clubs uit de Eredivisie, zes clubs uit de Eerste divisie en zes clubs uit de Tweede divisie. Van de Eredivisieploegen bekerden Feijenoord, Go Ahead en NAC door. Sittardia werd uitgeschakeld door DHC.
| Datum            | Wedstrijd                    | Uitslag                    | Scoreverloop                                                                                                  |
| ---------------- | ---------------------------- | -------------------------- | --- |
| 28 februari 1965 | Go Ahead – Roda JC           | 3 – 0 (1 – 0)              | 25' Wietse Veenstra 1-0, 53' Gerrit Niehaus 2-0, 77' Pleun Strik 3-0                                          |
| 28 februari 1965 | DHC – Sittardia              | 1 – 1 n.v. (1 – 1) (0 – 1) | 19' Willy Dullens 0-1, 60' Eddy Blok 1-1 DHC wint na strafschoppen                                            |
| 28 februari 1965 | RCH – Hilversum              | 1 – 2 (0 – 0)              | 55' Jan Dahrs (pen) 1-0, 70' Kees Oudendijk 1-1, 75' Joop de Haan 1-2                                         |
| 28 februari 1965 | Feijenoord – Veendam         | 4 – 0 (2 – 0)              | 17' Gerard (Pummy) Bergholtz 1-0, 37' Hans Venneker 2-0, 59' Gerard (Pummy) Bergholtz 3-0, 60' Henk Groot 4-0 |
| 28 februari 1965 | Velox – SVV                  | 0 – 3 (0 – 2)              | 28' Wout van Meeteren 0-1, 40' Dick van Dijk 0-2, 63' Jan van Dongen 0-3                                      |
| 28 februari 1965 | Holland Sport – NOAD         | 3 – 0 (0 – 0)              | 47' Leen de Visser 1-0, 68' Rob Roosendaal 2-0, 80' Leen de Visser 3-0                                        |
| 28 februari 1965 | NAC – Blauw-Wit              | 1 – 0 (0 – 0)              | 89' Ad Graaumans 1-0                                                                                          |
| 28 februari 1965 | Wageningen – Enschedese Boys | 1 – 2 n.v. (1 – 1) (1 – 0) | 15' Epi Drost 1-0, 71' Eddy Tanis (e.d.) 1-1, 110' Ned Bulatović (pen) 1-2                                    |

## Kwartfinales
De vier wedstrijden in de kwartfinale werden gespeeld op 16 mei 1965. De drie overgebleven Eredivisieploegen bekerden allen moeizaam door. De vierde halvefinalist werd DHC uit Delft, dat Holland Sport met 5-2 ruim versloeg.
| Datum       | Wedstrijd              | Uitslag                    | Scoreverloop |
| ----------- | ---------------------- | -------------------------- | --- |
| 16 mei 1965 | Hilversum – Feijenoord | 1 – 2 n.v. (1 – 1) (0 – 1) | 15' Hans Venneker 0-1, 80' Leen Vermeulen 1-1, 94' Piet Kruiver 1-2                                                                                                  |
| 16 mei 1965 | SVV – Go Ahead         | 0 – 0 n.v.                 | Go Ahead wint na strafschoppen |
| 16 mei 1965 | Enschedese Boys – NAC  | 1 – 2 (0 – 1)              | 57' Willy van den Hurk 0-1, 70' Hans Roordink 1-1, 90' Nico Rijnders 1-2                                                                                             |
| 16 mei 1965 | Holland Sport – DHC    | 2 – 5 (1 – 2)              | 8' Lex Rijnvis 0-1, 20' Maarten Trommel 1-1, 30' Carol Schuurman 1-2, 60' Thijs Kwakkernaat 1-3, Henny den Engelse 1-4, Maarten Trommel 2-4, 85' Carol Schuurman 2-5 |

## Halve finales
| Datum                   | Wedstrijd        | Uitslag       | Scoreverloop                                                                             |
| ----------------------- | ---------------- | ------------- | ---------------------------------------------------------------------------------------- |
| 22 mei 1965             | Feijenoord – DHC | 3 – 1 (1 – 1) | 4' Piet Kruiver 1-0, 30' Thijs Kwakkernaat 1-1, 55' Henk Groot 2-1, 70' Piet Kruiver 3-1 |
| 23 mei 1965 terrein DOS | Go Ahead – NAC   | 2 – 1 (2 – 1) | 24' Chris Lefering 1-0, 42' Jacques Visschers 1-1, 44' Gerrit Niehaus 2-1                |

## Finale
De finale vond plaats op 29 mei 1965. Feijenoord pakte de dubbel, door na het landskampioenschap ook het bekertoernooi te winnen. Het winnende doelpunt van Frans Bouwmeester werd kort voor tijd gescoord.
Opmerkelijk was dat de KNVB aanvankelijk Feijenoord inschreef voor zowel de Europa Cup I als de Europa Cup II. Toen de UEFA berichtte dat dat niet mogelijk was, kreeg verliezend finalist Go Ahead de uitnodiging om aan de Europacup II 1965/66 deel te nemen.
|                               |                       |               |          |                                                                                   |
| 29 mei 1965 Finale KNVB Beker | Feijenoord            | 1 – 0 (0 – 0) | Go Ahead | Stadion Feijenoord, Rotterdam Toeschouwers: 31.000 Scheidsrechter: Henk Gennissen |
| 29 mei 1965 Finale KNVB Beker | Frans Bouwmeester 88' |               |          | Stadion Feijenoord, Rotterdam Toeschouwers: 31.000 Scheidsrechter: Henk Gennissen |

| Feijenoord  |  |                        |
|             |  |                        |
| DM          |  | Eddy Pieters Graafland |
|             |  | Piet Romeijn           |
|             |  | Cor Veldhoen           |
|             |  | Thijs Libregts         |
|             |  | Hans Kraay             |
|             |  | Guus Haak              |
|             |  | Gerard Bergholtz       |
|             |  | Piet Kruiver           |
|             |  | Hans Venneker          |
|             |  | Henk Groot             |
|             |  | Frans Bouwmeester      |
| Trainer:    |  |                        |
| Willy Kment |  |                        |

| Go Ahead           |  |                 |
|                    |  |                 |
| DM                 |  | Nico van Zoghel |
|                    |  | Henk Warnas     |
|                    |  | Rolf Thiemann   |
|                    |  | Joop Butter     |
|                    |  | Anton Goedhart  |
|                    |  | Gerard Somer    |
|                    |  | Chris Lefering  |
|                    |  | Wietse Veenstra |
|                    |  | Henk Kanselaar  |
|                    |  | Egbert ter Mors |
|                    |  | Gerrit Niehaus  |
| Trainer:           |  |                 |
| František Fadrhonc |  |                 |

| KNVB Beker 1964/65     |
| ---------------------- |
| Feijenoord Derde titel |

Seizoenen: 1898/99 · 1899/00 · 1900/01 · 1901/02 · 1902/03 · 1903/04 · 1904/05 · 1905/06 · 1906/07 · 1907/08 · 1908/09 · 1909/10 · 1910/11 · 1911/12 · 1912/13 · 1913/14 · 1914/15 · 1915/16 · 1916/17 · 1917/18 · 1918/19 · 1919/20 · 1920/21 · 1921/22 · 1922/23 · 1923/24 · 1925 · 1925/26 · 1926/27 · 1927/28 · 1928/29 · 1929/30 · 1930/31 · 1931/32 · 1932/33 · 1933/34 · 1934/35 · 1935/36 · 1936/37 · 1937/38 · 1938/39 · 1939/40 · 1940/41 · 1941/42 · 1942/43 · 1943/44 · 1944/45 · 1945/46 · 1946/47 · 1947/48 · 1948/49 · 1949/50 · 1950/51 · 1951/52 · 1952/53 · 1953/54 · 1954/55 · 1955/56 · 1956/57 · 1957/58 · 1958/59 · 1959/60 · 1960/61 · 1961/62 · 1962/63 · 1963/64 · 1964/65 · 1965/66 · 1966/67 · 1967/68 · 1968/69 · 1969/70 · 1970/71 · 1971/72 · 1972/73 · 1973/74 · 1974/75 · 1975/76 · 1976/77 · 1977/78 · 1978/79 · 1979/80 · 1980/81 · 1981/82 · 1982/83 · 1983/84 · 1984/85 · 1985/86 · 1986/87 · 1987/88 · 1988/89 · 1989/90 · 1990/91 · 1991/92 · 1992/93 · 1993/94 · 1994/95 · 1995/96 · 1996/97 · 1997/98 · 1998/99 · 1999/00 · 2000/01 · 2001/02 · 2002/03 · 2003/04 · 2004/05 · 2005/06 · 2006/07 · 2007/08 · 2008/09 · 2009/10 · 2010/11 · 2011/12 · 2012/13 · 2013/14 · 2014/15 · 2015/16 · 2016/17 · 2017/18 · 2018/19 · 2019/20 · 2020/21 · 2021/22 · 2022/23 · 2023/24 · 2024/25
Finales: 2013 · 2014 · 2015 · 2016 · 2017 · 2018 · 2019 · 2020 · 2021 · 2022 · 2023 · 2024 · 2025
Nederland: Eredivisie · Eerste divisie · Tweede divisie · Derde divisie/Topklasse · KNVB Beker
Europa: Champions League · Europa Cup I · Europa Cup II · Europa League · UEFA Cup · Jaarbeursstedenbeker · Intertoto Cup
1. ↑  De Telegraaf, "Feijenoord doet dubbel op", 31 mei 1965. Gearchiveerd op 20 november 2013. “Wat RAP in 1899 en HVV in 1903 gelukte, heeft nu ook het onweerstaanbare Feijenoord gepresteerd: het behaalde de dubbel – nationale titel èn beker.”